# 西野花
西野 花（にしの はな、6月 - ）は、日本の小説家。宮城県仙台市出身、在住。ボーイズラブ小説を主に執筆している。ペンネームの由来は、競走馬のニシノフラワーから。

## 単行本一覧
- 鎮守の杜の虜囚（2007年3月20日）
- 飴とムチとKISS（2007年8月21日）
- 待ちて千夜の恋を抱く（2008年1月18日）
- エンジェルヒート（2008年11月19日）
- 月の真珠 咲き乱されし皇子（2009年8月10日）
- 色彩の檻（2008年10月23日）
- 被虐の花嫁は純潔を誘う（2009年3月10日）
- 閉ざされた常世（2009年12月10日）
- 花は陽に向かう（2010年1月9日）
- 恋水奇譚‾SAMIDARE（2010年1月19日）
- エンジェルヒート in Love（2010年4月20日）
- ストレイエンジェル 天使志願（2010年6月18日）
- エンジェルヒート Blood（2010年10月19日）
- 感じやすい傷痕（2011年1月10日）
- 鬼の花嫁 ～仙桃艶夜～（2011年1月24日）
- 月下の盟約 ～軍華繚乱～（2011年4月12日）
- 蝶々の爪痕（2011年6月14日）
- カグツチ閨唄（2011年9月12日）
- トレインビースト（2011年10月20日）